# 波克朗加莱塔
11°36′04″N 108°56′49″E / 11.60111°N 108.94694°E
波克朗加萊塔（越南语：／?）是古代占婆王國的一座寺廟，位於今日越南寧順省的首府潘郎-塔占（Phan Rang-Tháp Chàm）。在越南語中，「塔占」（Tháp Chàm）就是「占婆之塔」的意思，藩朗-塔占因這座塔而得名。
該塔位於昔日占婆王國首都賓童龍附近，其建築風格為占婆藝術中的曼塔式（Tháp Mẫm Style）。三塔一組，中間主塔的上部為木制，屋頂部分被有意拉長，兩頭呈鞍形翹起。相傳其鞍形的屋頂是為火焰之神Thang Chuh Yang Pui而建的。這組建築至今依舊保存完好，以其洗練的造型和簡樸的裝飾而出名。主塔前門處有一些濕婆神的浮雕，這些浮雕被當作曼塔式建築的傑出之作。其他建築在相比之下則顯得遜色。
關於該塔的建築時間則是個謎。根據占族的傳說，該塔由傳奇國王波克朗加萊（1151年－1205年）所建。相傳波克朗加萊是占婆的一位牧童，後成為一代明君。他在位期間，真臘入侵了占城。他與真臘人談判，建議以建立和平之塔，通過競技手段來結束兩國的爭端。結果真臘人同意了他的要求。於是國王建立了這座塔，真臘人也依據約定退出了占城。後來，波克朗加萊被占族人當作了土地的保護神，這座塔也被命名為了波克朗加萊塔。
13世紀初，占城國王闍耶僧伽跋摩三世（即《大越史記全書》中的制旻）對該塔進行了施工。一些學者認為波克朗加萊塔是由闍耶僧伽跋摩三世創建的，然而，更早以前的一些石碑證明了闍耶僧伽跋摩三世可能僅僅只是重建了該塔並在原址增添了一些建築。而根據1050年的一些碑文記載，兩位占婆王子為了紀念自己對南賓童龍地區的勝利而修建了兩個林伽和一座凱旋紀念柱。
該塔最重要的穆卡林伽建於16世紀至17世紀之間。「穆卡林伽」指的是擁有人面造型的林伽。一般來說，林伽是婆羅門教濕婆神的象徵，然而在占婆建築中，林伽是波克朗加萊的象徵。如今，波克朗加萊塔依舊被作為占族人宗教祭典中的聖地使用。

## 建築

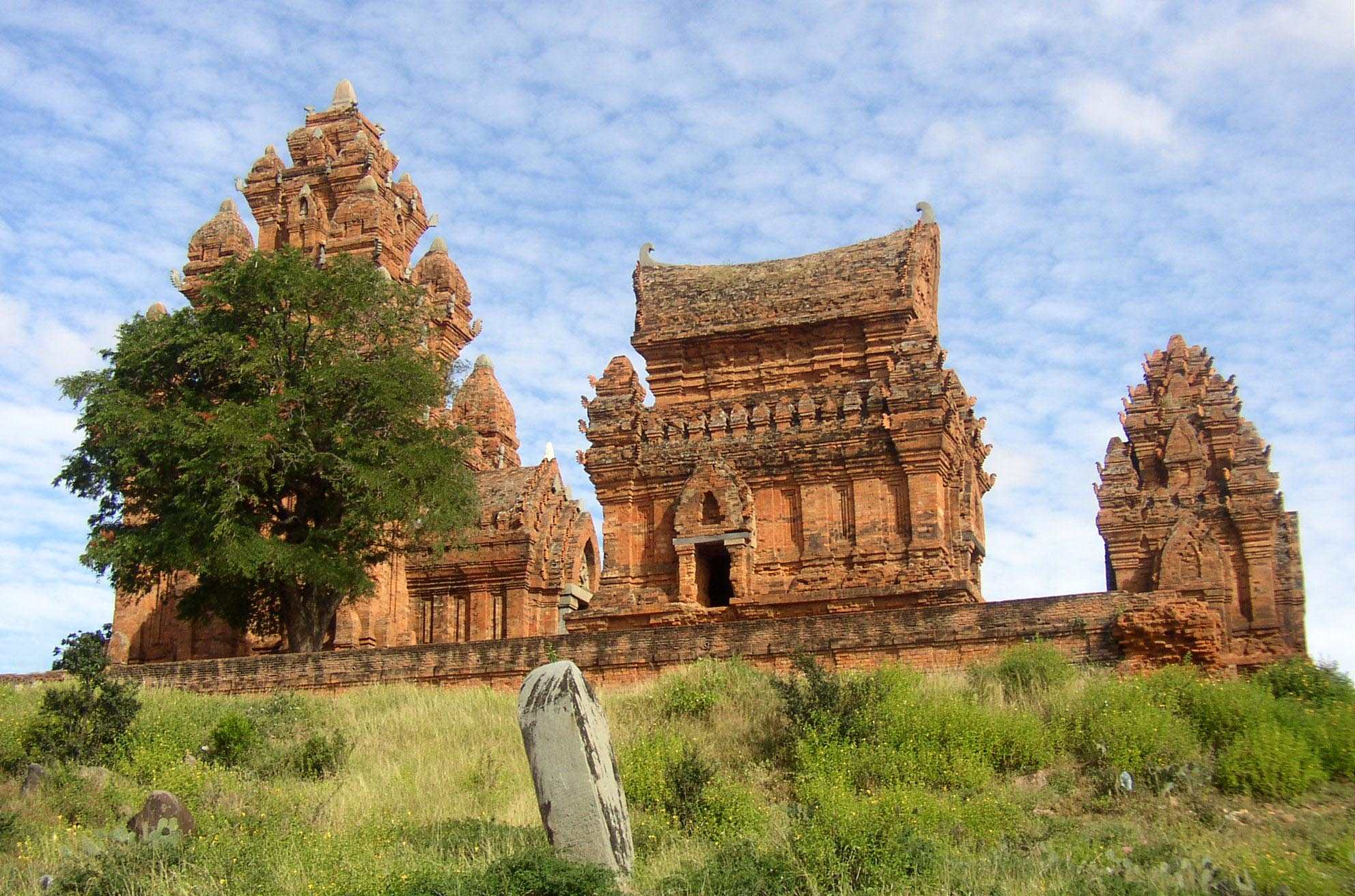
遠眺波克朗加萊塔
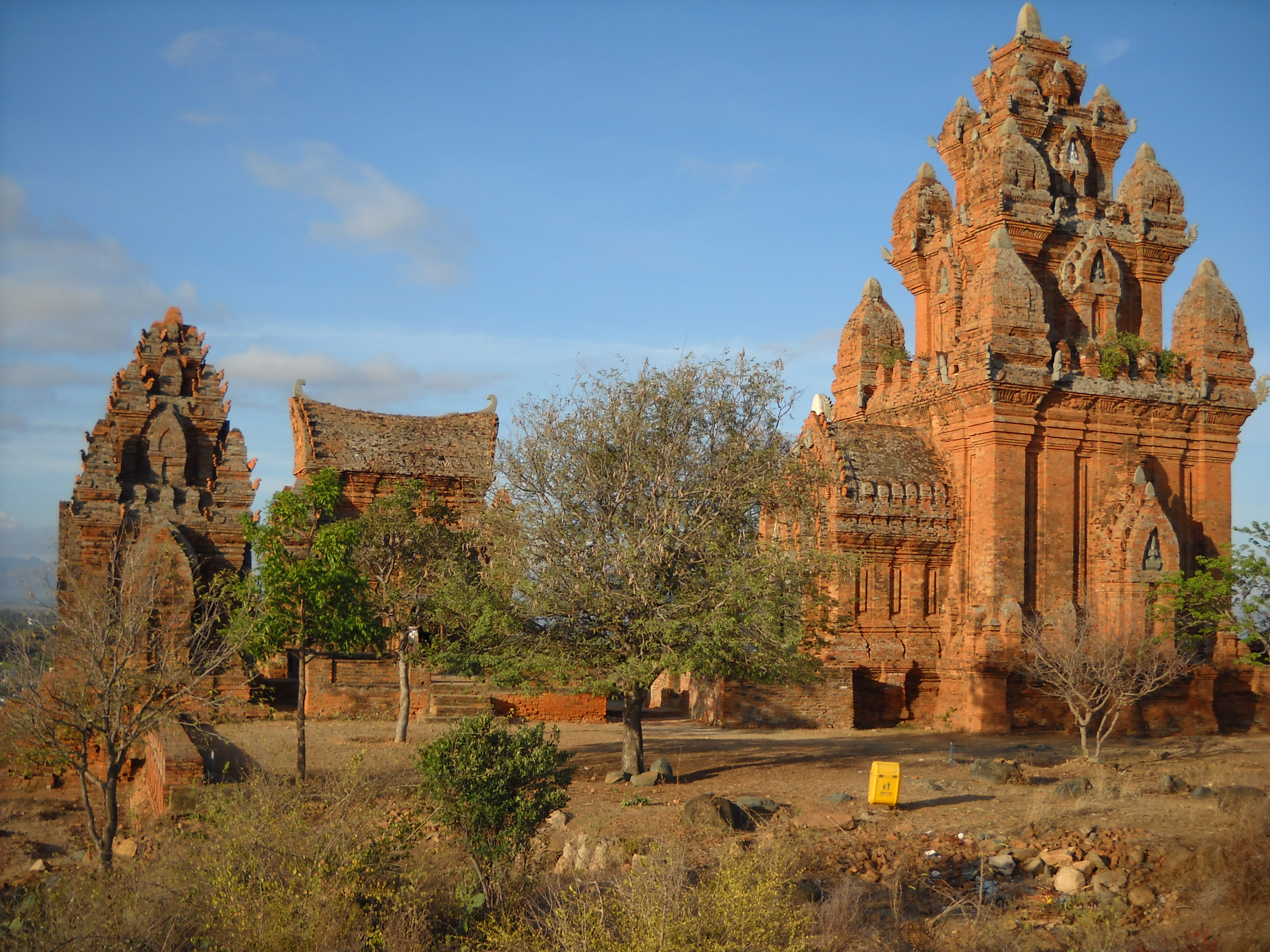
從北側看波克朗加萊塔
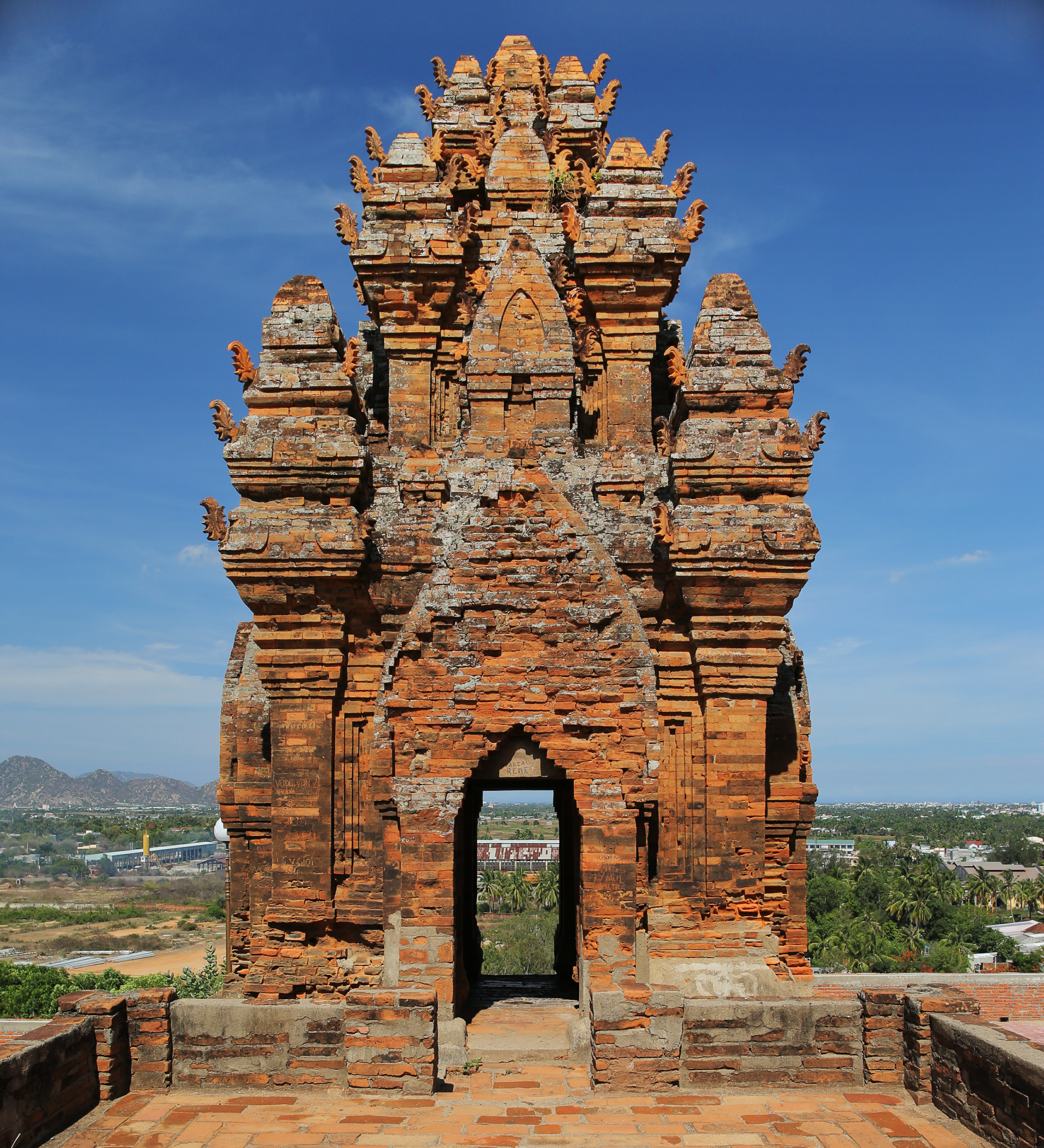